# Dmitrij Czernyszenko
Dmitrij Nikołajewicz Czernyszenko (ros. Дмитрий Николаевич Чернышенко, ur. 20 września 1968 w Saratowie – rosyjski polityk, od 21 stycznia 2020 Zastępca Przewodniczącego Rządu Federacji Rosyjskiej (Wicepremier) – do spraw oświaty, nauki, polityki młodzieżowej, środków masowego przekazu, turystyki i sportu; kurator Nadwołżańskiego Okręgu Federalnego. 
Bezpartyjny